# Gladiolus maculatus
Gladiolus maculatus es una especie de gladiolo que se encuentra en Sudáfrica.

## Descripción
Gladiolus maculatus es una planta herbácea perennifolia, geofita que alcanza un tamaño de 0.3 - 0.6 m de altura. Se encuentra a una altitud de 30 - 1370 metros en Sudáfrica.
Gladiolus maculatus se extiende a través de la costa sur y el interior inmediato de la zona de lluvias de invierno en la Provincia del Cabo Oriental, donde se encuentra a menudo creciendo en suelos pesados en renosterveld. Las flores son de color amarillo a color lila pálido y salpicado de manchas de color marrón o púrpura. Tienen la forma de un largo tubo y son fragantes durante el día y la noche.

## Taxonomía
Gladiolus maculatus fue descrita por Robert Sweet y publicado en Hortus Britannicus 397. 1827[1826].
Etimología
Gladiolus: nombre genérico que se atribuye a Plinio y hace referencia, por un lado, a la forma de las hojas de estas plantas, similares a la espada romana denominada "gladius". Por otro lado, también se refiere al hecho de que en la época de los romanos la flor del gladiolo se entregaba a los gladiadores que triunfaban en la batalla; por eso, la flor es el símbolo de la victoria.
maculatus: epíteto latíno que significa "manchado".
Sinonimia
- Gladiolus breynianus Ker Gawl.
- Gladiolus hibernus Ingram
- Gladiolus maculatus subsp. hibernus (Ingram) Oberm.
- Gladiolus maculatus subsp. maculatus
- Gladiolus suaveolens Ker Gawl.
- Gladiolus vaginatus var. fergusoniae L.Bolus
- Gladiolus versicolor var. inaequalis Ker Gawl.
- Gladiolus versicolor var. tenuior Ker Gawl.[6][7]